# Mikrobiologia weterynaryjna
Mikrobiologia weterynaryjna - gałąź weterynarii traktująca o czynnikach etiologicznych chorób zwierzęcych, takich jak: bakterie, niektóre grzyby, a także wirusach (Wirusologia weterynaryjna) i prionach. 
Mikrobiologia zajmuje się badaniem mikroorganizmów pod kątem ich wielkości, kształtu, miejsca występowania i namnażania na terenie organizmu zwierzęcego.